# Canton de Sainte-Foy-la-Grande
Le canton de Sainte-Foy-la-Grande est une ancienne division administrative française du département de la Gironde en région Aquitaine. Située dans l'arrondissement de Libourne, elle tient lieu, jusqu'au redécoupage cantonal de 2014, de circonscription d'élection des anciens conseillers généraux.

## Histoire
Le canton de Sainte-Foy-la-Grande est créé en 1801.
De 1833 à 1848, les cantons de Pujols et de Sainte-Foy-la-Grande avaient le même conseiller général. Le nombre de conseillers généraux était limité à 30 par département.
Depuis le redécoupage de 2014 applicable lors des élections départementales de mars 2015, les communes du canton de Sainte-Foy-la-Grande sont fusionnées avec celles des anciens cantons d'Auros, Pellegrue, La Réole, Monségur et Sauveterre-de-Guyenne (à l'exception des communes de Coirac, Gornac et Mourens rattachées au nouveau canton de l'Entre-deux-Mers) pour former le nouveau canton du Réolais et des Bastides,.

## Géographie
Cet ancien canton situé dans la région naturelle de l'Entre-deux-Mers est organisé autour de Sainte-Foy-la-Grande. Pineuilh en est la commune la plus peuplée (4300 habitants). Son altitude varie de 6 m (Saint-Avit-Saint-Nazaire) à 132 m (Margueron) pour une altitude moyenne de 63 m.

## Composition
L'ancien canton de Sainte-Foy-la-Grande groupe 14 communes et compte 14 849 habitants (population municipale) au 1er janvier 2010.
| Nom                        | Code Insee | Intercommunalité | Superficie (km2) | Population (dernière pop. légale) | Densité (hab./km2) |
| -------------------------- | ---------- | ---------------- | ---------------- | --------------------------------- | ------------------ |
| Caplong                    | 33094      | CC du Pays Foyen | 9,27             | 229 (2014)                        | 25                 |
| Eynesse                    | 33160      | CC du Pays Foyen | 7,59             | 581 (2014)                        | 77                 |
| Les Lèves-et-Thoumeyragues | 33242      | CC du Pays Foyen | 15,58            | 564 (2014)                        | 36                 |
| Ligueux                    | 33246      | CC du Pays Foyen | 5,05             | 169 (2014)                        | 33                 |
| Margueron                  | 33269      | CC du Pays Foyen | 13,57            | 347 (2014)                        | 26                 |
| Pineuilh                   | 33324      | CC du Pays Foyen | 17,36            | 4 307 (2014)                      | 248                |
| Riocaud                    | 33354      | CC du Pays Foyen | 10,40            | 190 (2014)                        | 18                 |
| La Roquille                | 33360      | CC du Pays Foyen | 6,51             | 336 (2014)                        | 52                 |
| Saint-André-et-Appelles    | 33369      | CC du Pays Foyen | 10,25            | 723 (2014)                        | 71                 |
| Saint-Avit-de-Soulège      | 33377      | CC du Pays Foyen | 2,84             | 79 (2014)                         | 28                 |
| Saint-Avit-Saint-Nazaire   | 33378      | CC du Pays Foyen | 18,61            | 1 491 (2014)                      | 80                 |
| Sainte-Foy-la-Grande       | 33402      | CC du Pays Foyen | 0,51             | 2 329 (2014)                      | 4 567              |
| Saint-Philippe-du-Seignal  | 33462      | CC du Pays Foyen | 3,38             | 482 (2014)                        | 143                |
| Saint-Quentin-de-Caplong   | 33467      | CC du Pays Foyen | 11,27            | 250 (2014)                        | 22                 |

## Démographie
| 1962   | 1968   | 1975   | 1982   | 1990   | 1999   | 2006   | 2011   | 2012   |
| ------ | ------ | ------ | ------ | ------ | ------ | ------ | ------ | ------ |
| 10 579 | 10 980 | 11 393 | 11 195 | 11 211 | 11 534 | 11 923 | 12 200 | 12 056 |

## Représentation

### Conseillers généraux de 1833 à 2015
| Période                                  | Période                   | Identité                                    | Étiquette               | Qualité |
| ---------------------------------------- | ------------------------- | ------------------------------------------- | ----------------------- | --- |
| 1825                                     | 1833                      | Pierre Jouhaneau-Larégnère                  | Protestant Royaliste    | Militaire en retraite et propriétaire (conseiller non élu)                                                  |
|                                          |                           |                                             |                         | |
| 1833                                     | 1842                      | Mathieu-Éléonore Jouhaneau-Larégnère        | Protestant Royaliste    | Propriétaire Maire de Pineuilh                                                                              |
| 1842                                     | 1848                      | Jean-Philémon Loreilhe                      | Protestant Royalisme    | Rentier Maire de Sainte-Foy-la-Grande                                                                       |
| 1848                                     | 1851                      | Jean Charles Oscar de Salviac de Vielcastel | Protestant Royaliste    | Propriétaire, avocat Maire de Saint-Avit-du-Moiron                                                          |
| 1851                                     | 1880                      | Jean-Baptiste Borderie                      | Catholique Bonapartiste | Avocat Maire de Sainte-Foy-la-Grande                                                                        |
| 1880                                     | 1886                      | Dieudonné de Brugière de Belrieu            | Protestant Républicain  | Propriétaire à Baby, Saint-André-et-Appelles, conseiller d'arrondissement                                   |
| 1886                                     | 1889                      | Amable-François Martin (1854-1916)          | Bonapartiste            | Rentier, écrivain Propriétaire à Saint-André-et-Appelles                                                    |
| 1889                                     | 1892                      | Dieudonné de Brugière de Belrieu            | Républicain             | Propriétaire à Baby, Saint-André-et-Appelles                                                                |
| 1892                                     | 1904                      | Alfred Sivadon                              | Évangélique Républicain | Propriétaire à Sainte-Foy-la-Grande Maire de Pineuilh, ancien conseiller d'arrondissement                   |
| 1904                                     | 1910                      | Léonce Chavaroche                           | Catholique Conservateur | Propriétaire à Sainte-Foy-la-Grande                                                                         |
| 1910                                     | 1919                      | Ernest Flageol                              | Républicain             | Propriétaire à Sainte-Foy-la-Grande, conseiller d'arrondissement                                            |
| 1919                                     | 1925 (démission)          | Camille Savariaud                           | RG                      | Propriétaire à Sainte-Foy-la-Grande                                                                         |
| 1925                                     | 1928                      | Ernest Flagéol                              | RG                      | Propriétaire à Sainte-Foy-la-Grande                                                                         |
| 1928                                     | 1937                      | Henri Faucher                               | Rad.                    | Maire de Sainte-Foy-la-Grande, conseiller d'arrondissement                                                  |
| 1937                                     | 1942 (démission d'office) | Jean-Raymond Guyon                          | SFIO                    | Fonctionnaire Révoqué par le Gouvernement de Vichy                                                          |
|                                          |                           |                                             |                         | |
| 1945                                     | 1961 (décès)              | Jean-Raymond Guyon                          | SFIO                    | Maire de Floirac (1959-1961) Député (1946-1951 et 1956-1958) Secrétaire d'État (1946-1947 et 1957-1958)     |
| 1961                                     | 1976                      | Joseph Bonnemaison                          | SFIO puis DVG puis DVD  | Directeur d'école Conseiller municipal de Sainte-Foy-la-Grande                                              |
| 1976                                     | 1988                      | Pierre Lart                                 | PS                      | Maire de Sainte-Foy-la-Grande (1974-1989)                                                                   |
| 1988                                     | 1994                      | Michel Maumont                              | PS                      | Médecin Maire de Sainte-Foy-la-Grande (1989-2001)                                                           |
| 1994                                     | 2008                      | Jean-Pierre Chalard                         | RPR puis UMP            | Directeur d'agence bancaire Maire de Pineuilh (1995-2014) Suppléant du député Jean-Paul Garraud (2002-2007) |
| 2008                                     | 2015                      | Robert Provain                              | PS                      | Retraité de l'enseignement Maire de Sainte-Foy-la-Grande (2001-2014)                                        |
| Les données manquantes sont à compléter. |                           |                                             |                         | |

### Conseillers d'arrondissement (de 1833 à 1940)
| Période                                  | Période      | Identité                                 | Étiquette               | Qualité |
| ---------------------------------------- | ------------ | ---------------------------------------- | ----------------------- | --- |
| 1833                                     | 1848         | Charles Pierre Anselme Garrau ainé       |                         | Propriétaire à Saint-André                                                                                  |
|                                          |              |                                          |                         | |
| 1872                                     | 1880         | Dieudonné de Brugière de Belrieu         | Républicain             | Propriétaire du château de Baby, Saint-André-et-Appelles                                                    |
| 1880                                     | 1889         | M. Marret                                | Républicain             | |
| 21 avril 1889                            | 1889         | Alfred Sivadon                           | Républicain             | Maire de Pineuilh                                                                                           |
| 1889                                     | 1901         | André Pauvert de La Chapelle (1858-1911) | Royaliste               | Propriétaire du château Œnanthie, maire de Saint-André-et-Appelles                                          |
| 1901                                     | 1904 (décès) | Adolphe Boucher                          | Républicain             | Pharmacien                                                                                                  |
| 1904                                     | 1910         | Ernest Flageol                           | Républicain             | Propriétaire à Sainte-Foy-la-Grande                                                                         |
| 1910                                     | 1919         | M. Marche                                | Républicain             | Médecin |
| 1919                                     | 1925         | Pierre-Cyprien Marteau                   | Républicain clémenciste | Instituteur retraité, Sainte-Foy-la-Grande                                                                  |
| 1925                                     | 1928         | Henri Faucher                            | Rad.                    | Maire de Sainte-Foy-la-Grande                                                                               |
| 1928                                     |              | Albert Escarmant                         | SFIO puis Rad.          | Propriétaire à Sainte-Foy-la-Grande                                                                         |
|                                          | 1937         |                                          |                         | |
| 1937                                     | 1940         | M. Chort                                 | SFIO                    | |
| 1940                                     |              |                                          |                         | Les conseils d'arrondissement ont été suspendus par la loi du 12 octobre 1940 et n'ont jamais été réactivés |
| Les données manquantes sont à compléter. |              |                                          |                         | |